# Ejido Treinta y Ochito
Ejido Treinta y Ochito är en ort i Mexiko.   Den ligger i kommunen Guasave och delstaten Sinaloa, i den västra delen av landet, 1 200 km nordväst om huvudstaden Mexico City. Ejido Treinta y Ochito ligger 21 meter över havet och antalet invånare är 381.
Terrängen runt Ejido Treinta y Ochito är mycket platt. Runt Ejido Treinta y Ochito är det ganska tätbefolkat, med 100 invånare per kvadratkilometer. Närmaste större samhälle är Adolfo Ruíz Cortínes, 2,9 km söder om Ejido Treinta y Ochito. Trakten runt Ejido Treinta y Ochito består till största delen av jordbruksmark.